# Штутгарт
Штутгарт главни је град њемачке покрајине Баден-Виртемберг. Са око 609.000 становника, Штутгарт је највећи град те покрајине и шести по величини у Немачкој. Овај град је с покрајинским парламентом, седиштем владе Баден-Виртемберга као и другим покрајинским институцијама, политички центар те покрајине. Најближи већи градови су Франкфурт (око 204 km сјеверозападно) и Минхен (око 220 km југоисточно од Штутгарта).
Штутгарт је седиште владе штутгартског региона (са 2.666.849 становника) као и покрајинске виртенбершке евангелистичке и римокатоличке бискупије (Бискупија Ротенбург-Штутгарт).
Град је био један од домаћина светског првенства у фудбалу 2006. године.

## Географија
Штутгарт се налази на око сат времена удаљености од Шварцвалда и Швапске Јуре. Средиште града се налази у плодној долини, угнијежђено између винограда и густе шуме у близини ријеке Некар. У врућим љетним данима, локално становништво ово подручје описује као „штутгартски казан“.
м у долини Некара до 549 m на брду Бернхартсхохе. Као резултат огромне висинске разлике, у и око града се налази око 400 степеништа (њем. Stäffele, на локалном дијалекту), што приближно чини око 20 km степеништа. Многа воде поријекло из времена када су виногради окруживали цијелу долину. Чак и данас, постоје виногради који су удаљени мање од 500 m од главне жељезничке станице.

### Градске општине
Град Штутгарт је подијељен на укупно 23 општине, и то 5 градских и 18 приградских. Градске општине су: Централни Штутгарт, Сјеверни Штутгарт, Источни Штутгарт, Јужни Штутгарт и Западни Штутгарт.
Приградске општине су: Бад Канштат, Дегерлох, Штутгарт-Мехринген, Штамхајм, Штутгарт-Унтертиркхајм, Вајхинген, Цуфенхаузен (сједиште Поршеа), Штутгарт-Фејербах, Бирках, Ботнанг, Хеделфинген, Милхаузен, Штутгарт-Минстер, Обертиркхајм, Плининген, Зиленбух, Штутгарт-Ванген и Вајлимдорф.
Уже подручје града окружено је сусједним мањим градовима као што су Лудвигсбург, гдје се налази величанствена барокна палата, Беблинген, Еслинген на Некру, Вајблинген, Гепинген и други мањи градови.

### Клима
Штутгарт има претежно континенталну климу. У љетним мјесецима, оближњи Шварцвалд и Швапски Алпи служе као природни штит од олуја са запада и југа, али град често погоди снажно невријеме углавном током љета те периоди дуготрајних сњежних падавина зими, који некад трају и седмицама. Позната је појава казана тј. у средишту града измјерене су значајно више температуре љети и много мање снијега зими у поређењу са предграђима. Пошто се налази релативно далеко од мора, разлике температура зими и љети односно дневне и ноћне могу бити екстремне. По статистикама, Штутгарт има просјечно 1693 сата сунчеве свјетлости годишње.
Зима просјечно траје од децембра до марта. Најхладнији мјесец је јануар са просјечном температуром од 0 °C. Сњежни покривач не траје дуже од неколико дана, иако у посљедње вријеме остаје све дуже, као што је то био случај 2004, када је снијег остао неколико седмица. Љета су доста топла са просјечном температуром од 20 °C у најтоплијим мјесецима, јулу и августу. Љето траје од маја до септембра.
| Клима Штутгарта            | Клима Штутгарта | Клима Штутгарта | Клима Штутгарта | Клима Штутгарта | Клима Штутгарта | Клима Штутгарта | Клима Штутгарта | Клима Штутгарта | Клима Штутгарта | Клима Штутгарта | Клима Штутгарта | Клима Штутгарта | Клима Штутгарта |
| Показатељ \ Месец          | .Јан.           | .Феб.           | .Мар.           | .Апр.           | .Мај.           | .Јун.           | .Јул.           | .Авг.           | .Сеп.           | .Окт.           | .Нов.           | .Дец.           | .Год.           |
| -------------------------- | --------------- | --------------- | --------------- | --------------- | --------------- | --------------- | --------------- | --------------- | --------------- | --------------- | --------------- | --------------- | --------------- |
| Средњи максимум, °C (°F)   | 4,0 (39,2)      | 5,5 (41,9)      | 10,0 (50)       | 13,6 (56,5)     | 18,5 (65,3)     | 21,1 (70)       | 23,9 (75)       | 23,9 (75)       | 19,7 (67,5)     | 14,2 (57,6)     | 8,0 (46,4)      | 4,9 (40,8)      | 23,9 (75)       |
| Средњи минимум, °C (°F)    | −1,3 (29,7)     | −0,9 (30,4)     | 2,2 (36)        | 4,5 (40,1)      | 8,9 (48)        | 11,9 (53,4)     | 14,1 (57,4)     | 13,9 (57)       | 10,5 (50,9)     | 6,5 (43,7)      | 2,0 (35,6)      | −0,1 (31,8)     | −1,3 (29,7)     |
| Количина падавина, mm (in) | 33,5 (13,19)    | 34,0 (13,39)    | 39,3 (15,47)    | 48,5 (19,09)    | 82,4 (32,44)    | 92,5 (36,42)    | 67,6 (26,61)    | 63,9 (25,16)    | 53,9 (21,22)    | 50,6 (19,92)    | 49,7 (19,57)    | 48,6 (19,13)    | 664,5 (261,61)  |
| Извор: MSN., 2007          |                 |                 |                 |                 |                 |                 |                 |                 |                 |                 |                 |                 |                 |

## Историја

### Историја до 19. вијека
Прва позната насеља на подручју данашњег Штутгарта датирају од краја 1. вијека, од оснивања римске тврђаве у дијелу данашњег дистрикта Бад Канштата, на обали ријеке Некар. Римљани су се повукли око 260. године, након чега је услиједила инвазија Алемана са сјевера. Иако није ништа конкретно познато о насељу Канштат за вријеме варварске инвазије, вјерује се да је подручје остало насељено све до 700. године.
Сматра се да је сам град Штутгарт основан око 950. године, непосредно прије битке на Лешком пољу. Основао га је швапски војвода Лудолф, један од синова цара Светог римског царства Отона I Великог. Град се користио за узгајање коња у плодним долинама, у близини данашњег центра града, иако су недавна археолошка ископавања показала да је ово подручје већ било у власништву меровиншких фармера.
У регистру поклона опатије Хиршау, који је датиран око 1160, спомиње се Хуго де Штуокартен, што наводи на постојање истоименог насеља на мјесту данашњег Штутгарта.
Од овог времена па све до 14. вијека, насеље је било у рукама маркгрофова Бадена и виртембершких градова Бакнанга и Безигхајма.
Око 1300, Штутгарт је постао резиденција грофова Виртемберга, који су наставили градити и проширивати насеље у пријестоницу своје територије. Статус града Штутгарт је добио 1321. када је постао званична краљевска пријестоница. Територија око Штутгарта је била позната као грофовија Виртемберг, прије него што су је подигли на степен војводства од стране цара Светог римског царства 1495, када је Штутгарт постао главни град војводства и резиденција војводе. Назив Виртемберг потиче од стрмог брда у околини Штутгарта познатог као Виртемберг.
У 18. вијеку, град је накратко изгубио статус пријестонице, пошто је Еберхард Лудвиг основао град Лудвигсбург сјеверно од Штутгарта, у који је премјестио своју пријестоницу. Године 1775. Карл Еуген је затражио да се сједиште Виртемберга врати у Штутгарт, издавши наређење за изградњу новог дворца на Шлосплацу.

### Историја у 19. и 20. вијеку
Године 1803. Штутгарт је проглашен главним градом кнежевине Виртемберг (којом је владао изборни кнез) све док Наполеон Бонапарта није срушио Свето римско царство 6. августа 1806), када је Штутгарт постао главни град краљевине Виртемберг. Краљевско сједиште је проширено за време владавине Фридриха I Виртембершког, иако су многе важне зграде у Штутгарту изграђене за вријеме владавине Вилхелма  Виртембершког, укључујући Вилхелмову палату, болницу Катарина, градску галерију, вилу Берг и Кенигсбау.
Током 19. вијека, развој града је био спутаван због своје специфичне локације. Тек након проласка жељезнице и отварања главне жељезничке станице 1846, град је доживио снажан економски развој. У то вријеме број становника се кретао око 50.000.
За вријеме револуција 1848. и 1849. године, формиран је демократски пангермански национални парламент (Франкфуртска скупштина) у Франкфурту, у сврху превазилажења подјела унутар њемачких држава. Након дугих разговора, парламент је одлучио да понуди титулу њемачког цара Фридриху Вилхелму IV. Како је демократски покрет слабио, њемачки кнежеви су почели узимати контролу над својим осамостаљеним државама. Напокон, пруски краљ је одбацио понуду револуционара. Чланови парламента су избачени из Франкфурта а најрадикалнији чланови (који су тежили успостављању републике) су побјегли у Штутгарт. Недуго затим, виртембершка војска је разбила и последње остатке овог парламента.
Већ 1871. у Штутгарту је било око 91.000 становника, а у вријеме док је Готлиб Дајмлер конструисао први аутомобил на свијету у малој радионици у Канштату, популација града је брзо нарасла до 176.000 становника.
Године 1871, независно краљевство Виртемберг се придружило Њемачком царству, које је створио Ото фон Бизмарк, премијер Пруске током уједињења њемачких држава.
На крају Првог свјетског рата, монархија се распала и формирана је слободна држава Виртемберг у склопу Вајмарске Републике, а Штутгарт је постао њен главни град. Године 1920. град је постао сједиште њемачке националне владе (након што је администрација побјегла из Берлина, послије пуча).
За вријеме нацистичке Њемачке, у Штутгарту је отпочело протјеривање Јевреја већ 1939. године. Након што је стављена забрана кретања Јевреја 1. октобра 1941, сви Јевреји који су живјели на подручју Виртемберга су присиљени да живе у тзв. јеврејским апартманима све док нису послати у концентрациони логор лоциран на ранијем сајмишту у Килесбергу. Дана 1. децембра 1941. организовани су први депортациони возови према Риги.
Током Другог свјетског рата, средиште Штутгарта је готово потпуно уништено због савезничког бомбардовања. Најтежа разарања града су се десила 1944. године од стране англоамеричких бомбардера. Врхунац напада се десио 12. септембра 1944. када су британски авиони бацили око 184.000 бомби на старо средиште Штутгарта. Страдало је преко 1000 људи. Свеукупно за вријеме Другог свјетског рата, било је 53 бомбардовања Штутгарта, при чему је уништено око 68% свих објеката, а страдало је 4.477 особа.
У склопу савезничког слома нацистичке Њемачке, Француска је 1945. године ушла у Штутгарт те је након рата град ушао у америчку окупациону зону. Након што су се ујединиле све три окупационе зоне (америчка, британска и француска) и проглашена Савезна Република Њемачка 7. октобра 1949, Штутгарт је, поред Франкфурта, био један од три кандидата за главни град Западне Њемачке. На крају, Бон је проглашен главним градом.
Дијелови ранијих њемачких држава Баден и Виртемберг су се спојили 1952. и формирали нову покрајину Баден-Виртемберг, која је данас трећа по величини покрајина у Њемачкој.

### Од 1945. до данас
За вријеме Хладног рата, Штутгарт је постао сједиште заједничке команде свих америчких војних снага у Европи, Африци и на Атлантику (EUCOM). И данас EUCOM има сједиште у Штутгарту, а америчка војска је изградила бројне војне базе у околини града.
Касних 1970-их, у дистрикту Штамхајм десио се један од познатијих судских процеса групи названој Фракција црвене армије. Након суђења, четири члана ове групе су извршила самоубиство. Извршено је неколико насилних покушаја да се ослободи ова група за вријеме Њемачке јесени 1977, што је кулминирало отмицом и убиством њемачког индустријалца и предсједника њемачког удружења послодаваца Ханса Мартина Шлејера, као и отмицом авиона Луфтханзе.

### Поријекло имена и грба града
Грб града Штутгарта приказује црног коња који стоји на задњим ногама, на жутој позадини. Познато је да је у садашњем облику први пут кориштен 1938, док су се раније користиле различите варијанте и боје, често и са два коња. Овај хипотетички грб даје назнаке о поријеклу назива Штутгарт. Могуће поријекло имена града води од староњемачког назива штуотгартен, гдје ријеч штуот наводи на староенглески појам стод у значењу коњушница, ергела. Староњемачки појам гартен означава мјесто првобитног насеља. Такође, лого аутомобилске компаније Порше садржи измењену верзију градског грба.

## Демографија
Број становника Штутгарта је опадао у периоду између 1960. (637.539 становника) и 2000. (586.978 становника). У посљедње вријеме, захваљујући ниској стопи незапослености и атрактивним могућностима образовања млађе популације, доживио је нагли пораст становништа, нарочито младих из бивше Источне Њемачке.
. По први пут у овој деценији, забиљежен је позитиван природни прираштај 2006. године.
Према статистичким подацима из 2000. године, у граду је било 22,8% становника који нису њемачки држављани, док се тај број 2006. године смањио на 21,7%. Од највећих националних мањина најбројнији су Турци (22.025), Грци (14.341), Италијани (13.978), Хрвати, Срби, Бошњаци, Португалци, Пољаци, Аустријанци и Французи. Од укупног броја странаца у Штутгарту, 39% су држављани Европске уније.

### Религија
Религијски састав становништва у Штутгарту се драстично промијенио 1534. године као директан резултат протестантске реформације. Од тог времена, у Штутгарту, као и у цијелом Баден-Виртембергу доминантна је протестантска већина. Међутим, од 1975. број протестаната у Штутгарту је опао са око 300.000 на 200.000. Године 2005, у граду је било 31,1% протестаната, а 26,1% су били католици. Чак 42,6% цјелокупног становништва су се изјаснили као атеисти или нису били верници ниједне званичне религије.

### Стопа криминала
Сматра се да је Штутгарт један од најсигурнијих градова Њемачке. У 2004. години, према званичним статистикама почињено је 8535 криминалних дјела на 100.000 становника, што је далеко мање од укупног просјека свих њемачких градова који износи 12.751 криминалних дјела на 100.000 становника. По подацима из 2006, Штутгарт је рангиран на другом мјесту, одмах након Минхена. Од укупних криминалних дјела из 2003. године, 60% их је ријешено што Штутгарт сврстава на друго мјесто, након Нирнберга.

## Политика
Тренутни градоначелник (њем. Bürgermeister) Штутгарта је Волфганг Шустер, члан конзервативне Хришћанско-демократске уније.

### Градска влада
Док је Штутгарт био у саставу војводства Виртемберг, њим је управљао управник (њем. Vogt) којег је именовао војвода. Након 1811, његову улогу је преузео градски директор. Послије 1819, заједница је бирала градоначелника који је носио титулу Шултхаис (њем. Schultheiß). Од 1930. године, ова титула је преименована у виши градоначелник - обербиргермајстер (њем. Oberbürgermeister), коју су носили сви градоначелници градова у Виртембергу са више од 20.000 становника.
Након Другог свјетског рата, француска администрација у окупационој зони је поставила независног политичара Арнулфа Клета као првог послијератног градоначелника Штутгарта. Он је ову функцију обављао све до своје смрти 1974. године. Од тада је на власти редовно градоначелник из Хришћанско-демократске уније Немачке. Ранији градоначелник био је Манфред Ромел, син чувеног њемачког маршала Ервина Ромела.
Као главни град покрајине Баден-Виртемберг, Штутгарт је важан политички центар у Њемачкој, те сједиште покрајинског парламента (њем. Landtag). У граду се такође налазе и готово све покрајинске институције.

## Знаменитости, грађевине и култура

### Језгро града
У средишту града лежи главни трг Шлосплац. Поред тога што је и највећи у Штутгарту, на њему се укрштају многе трговачке улице, налази се и парк Шлосгарден, те два дворца, многи музеји, док се на југозападу налази стамбено подручје.
Иако је средиште града доста уништено током Другог свјетског рата, многе историјске грађевине су реконструисане, а изграђене су и нове, модерне грађевине. Неке од значајнијих грађевина су:
- Манастирска црква (Stiftskirche), 1200-1600 у романско-готском стилу
- Стара палата (Altes Schloss) 1300-1500, у ренесансном стилу, реконструисана
- Стари уред (Alte Kanzlei) на Шилеровом тргу
- Нова палата (Neues Schloss 1700-1800, у стилу барока/класицизма, реконструисана
- Палата краља Вилхелма (Wilhelmpalais), 1840
- Краљевска зграда, (Königsbau), 1850, у стилу класицизма, реконструисана
- Штутгартско државно позориште, (Großes Haus - Staatstheater Stuttgart), 1909-1912
- Пијаца (Markthalle) из 1910. у стилу Арт Нове
- Главна жељезничка станица (Hauptbahnhof) из 1920. у стилу предмодерне
- Виртембершка државна библиотека (Württembergische Landesbibliothek), реконструисана 1970
- Фридрихова зграда (Friedrichsbau Varieté), реконструисана 1994.

### Архитектура у другим дистриктима
Постоје бројне значајне палате у предграђима Штутгарта, као подсјетници дуге краљевске историје града. Неке од њих су:
- Усамљена палата, 1700—1800, у стилу барока/рококо
- Палата Лудвигсбург, 1704—1758, у стилу барока, са огромним вртом у истом стилу
- Палата Хохенхајм, 1771—1793

Друге значајне грађевине у и око Штутгарта укључују:
- Палата Росенштајн, 1822-1830, у класичном стилу
- Маузолеј Виртемберг, 1824, у којем се налазе посмртни остаци Катарине Павловне Руске и краља Вилхелма  Виртембершког
- Вилхелма, зоолошки и ботанички врт, 1853
- Посјед Вајсенхоф, 1927, у модерном стилу
- Телевизијски торањ Штутгарт (њем. Fernsehturm Stuttgart) саграђен 1950, први телевизијски торањ на свијету изграђен од бетона
- Штутгартски аеродром, 2000, у предграђу Лајнфелден-Ехтердингена

### Културни догађаји
Штутгарт је познат по свом богатом културном насљеђу. Нарочито је познато државно позориште (њем. Staatstheater) и градска галерија (њем. Staatsgallerie). У склопу градског позоришта дјелује и штутгартска опера, те три мања позоришта. У њима се редовно изводе опере, балети и позоришни комади, као и концерти. Градско позориште је проглашено Позориштем године 2004. од свих позоришта на њемачком говорном подручју (Њемачка, Швајцарска и Аустрија). Штутгартска опера је проглашена Опером године чак шест пута. За штутгартски балет вежу се имена попут Џона Кранкоа и Марсије Хајде.
У граду се налазе и два позоришта гдје се приказују мјузикли, слични онима на Бродвеју: позоришта „Аполо“ и „Паладијум“, свако од њих са 1800 сједишта. У палати Лудвигзбург су се такође одржавали многобројни културни догађаји и концерти. На спортском стадиону „Шлојерхале“ се редовно одржавају поп и рок концерти великих међународних звијезда.
У штутгартској швапској кухињи, доминантно мјесто заузима вино и пиво. Вино се прави у овом подручју још од 17. вијека а данас је познато у цијелој Њемачкој, а и шире. На примјер, „Гајсбургер марш“ је кувано месо које је измишљено у подручју Гајсбурга јужно од Штутгарта.
Штутгарт је 1993. био домаћин међународног вртног сајма који је одржан у предграђу Килесберг. Такође, град је био један од домаћина Свјетског првенства у фудбалу 2006. године.
У Штутгарту се сваке године одржавају многе манифестације, као што су Фолксфест у Канштату (првобитно пољопривредни сајам, слично као Октоберфест у Минхену), Божићни сајам (који је 2007. посјетило преко 3,6 милиона посјетилаца са преко 200 излагача), Хамбуршки рибљи сајам (Hamburger Fischmarkt) на којем се излаже риба, пиво и остала храна из Хамбурга, Љетни фестивал (њем. Stuttgart Sommerfest) који се обично одржава почетком августа, Фестивал свјетла (њем. Lichterfest), који се одржава почетком јула у Килесбергу, чувен по величанственом ватромету; винско село (њем. Weindorf), манифестација која се одржава крајем августа и почетком септембра на Карлсплацу у Штутгарту.

### Музеји
У граду се налази пет од укупно 11 државних музеја у покрајини Баден-Виртемберг. Једна од најзначајнијих је стара државна галерија (Staatsgalerie) која је отворена 1843, а проширена 1984. године. У њој се чувају умјетничка дјела из многих епоха, од 14. вијека до модерне умјетности укључујући дјела Рубенса, Рембранта, Монеа, Реноара, Сезана и Беуса.
У непосредној близини старе галерије налази се и Нова градска галерија (Neue Staatsgalerie), изграђена 1980, са карактеристичном модерном контроверзном архитектуром. Између осталих, у њој се могу наћи дјела Бекмана, Далија, Матиса, Мироа, Пикаса, Клеа, Шагала и Кандинског.
Стара палата у Штутгарту је сједиште државног музеја Виртемберга који је 1862. године основао виртембершки краљ, Вилхелм I. Музеј садржи многобројне предмете из историје покрајине Виртемберг, који су припадали бројним војводама, кнежевима и краљевима, као и предмете који су овдје нађени, а потичу из каменог доба. На Карловом тргу, у близини старе палате налази се музеј посвећен Клаусу фон Штауфенбергу, некадашњем житељу Штутгарта, познатог по томе што је извршио неуспели атентат на Адолфа Хитлера 20. јула 1944.
Од осталих музеја познати су Музеј историје, отворен 1987, Штутгартски музеј природних наука у парку Росенптајн, музеј Левентор, који је посвећен палеонтологији и геологији, музеј Мерцедес-Бенца, основан 1923, премјештен 2006, један од најпосјећенијих музеја у Штутгарту (440.000 посјетилаца годишње), у које су изложени предмети посвећени 120-годишњој историји производње аутомобила у Штутгарту, почев од легендарне сребрне стријеле до најновијих модела Мерцедеса. Поред Мерцедеса, Штутгарт је сједиште и Поршеа, а постоји и музеј Поршеа, основан 1976, који се тренутно налази у фази реконструкције.

### Цркве
Штутгарт је сједиште протестантског бискупа и једно од два сједишта католичког бискупа бискупије Ротенбург-Штутгарт. Постоји велика пентекостална црква Заједница библијског вјеровања, највећа богомоља ове врсте у Њемачкој.

## Привреда
Подручје Штутгарта је познато по индустрији високе технологије. Овдје се налазе неке свјетски познате компаније укључујући Дајмлер, Порше, Бош, Хјулет-Пакард и IBM. Све ове компаније имају у Штутгарту или главно сједиште или главно представништво за Њемачку.
Штутгарт је мјесто у којем се налази девети по величини сајамски центар у Њемачкој. Сајам се одржава у предграђу у непосредној близини штутгартског аеродрома. Поред ових међународних компанија, у граду послују стотине малих и средњих предузећа, а многа од њих су још увијек породична предузећа, већином се баве индустријском производњом која се уско веже за аутомобиле, електронику, инжењеринг и високо-софистицирану технологију.

### Колијевка аутомобила
Мотоцикл и аутомобил на четири точка су изумљени у Штутгарту, по чему су се прославили Готлиб Дајмлер и Карл Бенц. Већ 1887. године Дајмлер и Вилхелм Мајбах су основали компанију „Дајмлер Моторен Геселшафт“ и започели индустријску производњу аутомобила. Из тог разлога, Штутгарт с правом зову колијевком аутомобила у свјетским размјерама. Мерцедес-Бенц, Порше и Мајбах се и данас производе у Штутгарту и његовој околини. Овдје је произведен и први прототип Фолксваген бубе, коју је дизајнирао у Штутгарту Фердинанд Порше.

### Наука и истраживање
Подручје Штутгарта данас има највећи број научних, академских и истраживачких организација у оквирима Њемачке. Нигдје у Њемачкој није регистрирано више патената и дизајна од града Штутгарта. Готово 45% свих научника у покрајини Баден-Виртемберг је укључено у истраживања која су директно везана за овај град. Од свих улагања у истраживање у оквирима Њемачке, само на подручје Штутгарта отпада 11% или око 4,3 милијарде евра годишње. Поред неколико универзитета и колеџа (Универзитет Штутгарт, Универзитет Хохенхајм и неколико универзитета примијењених наука), у овом подручју дјелује шест Фрајенхофер института, четири института колаборативних индустријских истраживања на локалним универзитетима, два института Макс Планка и значајна институција њемачког центра за авио-и свемирска истраживања (ДЛР).

### Финансијске услуге
Штутгарт има другу по величини берзу у Њемачкој, одмах послије Франкфуртске. Многе водеће компаније у сектору финансијских услуга има главно сједиште у Штутгарту са око 100 кредитних института. (ЛББВ Банк, Вистенрот и Виртембергише, Алијанц и други)

### Историја вина и пива
Традиција узгајања винове лозе у подручју Штутгарта, судећи по подацима државне архиве, почиње око 1108. године, када се спомиње извјесни свештеник Улрих који даје као поклон виноград опатији Блаубеурен. У 17. вијеку, град је трећи по величини њемачки произвођач вина у Светом римском царству. Све до 19. вијека узгој винове лозе и производња вина остаје један од основних извора прихода подручја Штутгарта.
И данас је град један од највећих њемачких произвођача грожђа, првенствено захваљујући свом специфичном положају у центру Виртембершког винског подручја које се простире на око 110,3 km² и које је званично проглашено једним од 13 подручја обухваћеним њемачким Законом о грожђу. Континуитет важности вина за локалну привреду је обиљежен редовно сваке године, кроз Вајндорф, годишњи фестивал посвећен вину.
Штутгарт такође има и неколико чувених пивара као што су Штутгартер Хофбрау, Динкелакер и Швабен Брау.

## Саобраћај
У складу са законском регулативом других њемачких градова попут Берлина, Келна и Хановера, и Штутгарт је од 1. марта 2008. увео принцип зона смањене емисије штетних гасова. Сврха овог прописа је да се унаприједи квалитет ваздуха у граду. Овом регулативом је доста рестриктивно ограничено кретање возила у такозваној еколошкој зони града (Umweltzone), укључујући и возила странаца.
Од 1978. у Штутгарту је почео саобраћати и брзи воз (С-Бахн) који повезује већину предграђа.

### Локални саобраћај
Штутгарт има изграђен систем градске жељезнице, познат као Штутгарт штатбан. У средишту града и у густо изграђеним подручјима ова жељезница иде испод земље. Све станице су означене латиничним словом У (U), што представља скраћеницу од unabhängig (независна, чита се унабхенгиг). До 2007, у Штутгарту су саобраћали и трамваји. Постоји огромна мрежа аутобуса. Цјелокупну мрежу аутобуса и градске жељезнице одржава градско предузеће „Штутгартер штрасебанен“ АГ (њем. Stuttgarter Straßenbahnen AG, SSB)
Поред локалне мреже жељезница, С-Бан (брзи воз) који повезује град са предграђима и околним мањим градовима, користи и линије државне Њемачке жељезнице (њем. Deutsche Bahn).
Једна од занимљивих специфичности Штутгарта је његов Занрадбан (њем. Zahnradbahn), жељезница која се покреће електричном енергијом а саобраћа од Маријенплаца на југу града до Дегерлоха. Ово је једина жељезница овакве врсте у Њемачкој. Постоји и жичара која повезује подручја на југу Штутгарта са гробљем у шуми. У парку Килесберг, на познатом брду изнад града, постоји минијатурна дизел жељезница, која се викендом покреће само на пару.
Штутгарт је важно чвориште међуградског Интерсити екпреса и мреже Интерсити у власништву Њемачке жељезнице. Она повезује Штутгарт са другим великим њемачким градовима. Такође постоје веома квалитетне међународне линије према Стразбуру, Бечу, Цириху и Паризу. Према овим дестинацијама возови саобраћају четири пута дневно. Сви возови који повезују удаљена мјеста се заустављају на главној жељезничкој станици (њем. Hauptbahnhof), а коју употребљавају и локалне жељезничке линије, али су њихови терминали и перони у подземљу жељезничке станице.

### Аеродроми, путеви и водени саобраћај
Штутгарт посједује међународни аеродром (њем. Flughafen Stuttgart) који се налази око 13 km јужно од центра града на подручју које припада сусједном градићу Лајнфелден-Ехтердингену. Везе од аеродрома до центра града су изузетно добре, тако да је потребно око 30 минута да се од аеродрома дође до центра користећи линије С-Бана С2 или С3. Аеродром у Штутгарту је једини већи градски аеродром у Њемачкој који има само једну писту.
Поред аеродрома пролази државни ауто-пут А8 (Аутобан А8), који одређује јужну границу града. Повезује Луксембург, преко Сарбрикена, Карлсруеа, Штутгарта, Минхена и Салцбурга, са Бечом. Други значајнији ауто-путеви према Штутгарту су А81 (правац Цирих–Зинген–Вирцбург–Хамбург) и А831.
Штутгарт има и једну мању луку у Хеделфингену на ријеци Некар.

### ПројекатШтутгарт 21
Након дугих година политичког препуцавања и контроверзи, прихваћени су планови у октобру 2007 да се постојећа главна жељезничка станица претвори у транзитну станицу. Овај пројекат укључује реконструкцију надземних и подземних линија које повезују станицу у тијесној штутгартској долини са другим постојећим станицама и подземним линијама. Планирано је да реконструкција почне до 2010. и треба да буде завршена за 10 година.

## Спорт

### Фудбал
Као и у остатку Њемачке, фудбал је најпопуларнији спорт у Штутгарту. Два најпознатија спортска клуба у граду су такозвани црвени и плави. Црвени је надимак фудбалског клуба Штутгарт, веома популарног и познатог клуба у европским и свјетским оквирима. Као стални прволигаш њемачке Бундеслиге, фудбалски клуб Штутгарт је основан 1893. До сада је освојио пет титула првака Њемачке, посљедњи пут 2007. године. Своје домаће утакмице игра на Мерцедес-Бенц арени у Бад Канштату.
Плави Штутгартер Кикерс је други познати клуб у Штутгарту. Члан је регионалне њемачке лиге југ (трећи ранг такмичења), а домаће утакмице игра на много мањем стадиону Гази у близини телевизијског торња у Дегерлоху.
Постоје још два мала клуба, „Шпортфројнде Штутгарт“ и „ФВ Цуфенхаузен“ који се такмиче у нижим ранговима.

### Остали спортови
У Штутгарту дјелује локални рукометни клуб ВфЛ Пфуллинген/Штутгарт, који је у периоду од 2001. до 2006. био члан прве рукометне лиге. Утакмице игра у дворани Шлојерхале. Активан је и женски одбојкашки клуб ЦЈД Фојербах, познат по томе што је три пута освајао наслов првака Њемачке. Данас је престао са игром из финансијских разлога. Поред њега постоји и Штутгартски рукометни клуб чији женски тим игра у другој лиги југ.
Постоји и хокејашки клуб Штутгартер ЕЦ који игра у хали Валдау у Дегерлоху. Активан је и ватерполо клуб СВ Канштат који се може похвалити титулом првака Њемачке 2006. године.
Заступљени су и многи други спортови, попут америчког фудбала (тим Штутгарт Најтхокси који игра у професионалној западноевропској лиги и тим Штутгарт Скорпионси), тениса (женски тениски клуб ТК Вајсенхоф, прваци Њемачке четири пута, те ТЕЦ Валдау Штутгарт, прваци Њемачке 2006) и хокеја на трави (ХТЦ Штутгартер Кикерси, један од најуспјешнијих клубова у хокеју на трави, освајач првенства Њемачке 2005. и првак Европе 2006)

### Спортски догађаји
Штутгарт има репутацију значајног спортског домаћина, који је угостио многе спортске догађаје, попут Свјетског првенства у атлетици 1993. Био је и један од 12 градова у којима је одржано Свјетско првенство у фудбалу 2006. На стадиону Дајмлер одиграно је укупно шест утакмица на овом првенству, укључујући три утакмице друге рунде и утакмицу за треће мјесто. Штутгарт је 2007. изабран за Европски главни град спорта. Он је био домаћин и Свјетског бициклистичког првенства и финала Свјетског атлетског првенства.
Од значајнијих спортским грађевина могу се издвојити тениски терени у Вајсенхофу гдје се сваке године одржава тениски турнир Мерцедес Куп, затим Порше арена која угошћује тениске, кошаркашке и рукометне утакмице и дворана Шлојерхале која је резервисана за бокс, гимнастику и друге дворанске спортове.

## Партнерски градови
Штутгарт је званично град-побратим са сљедећим градовима:
- Сент Хеленс, Енглеска, Уједињено Краљевство од 1948.
- Кардиф, Велс, Уједињено Краљевство од 1955.
- Сент Луис, Мисури, САД од 1960.
- Стразбур, Француска од 1962.
- Мумбај, Индија од 1968.
- Мензел Бургиба, Тунис од 1971.
- Каиро, Египат од 1979.
- Лођ, Пољска од 1988.
- Брно, Чешка од 1989.
- Самара, Русија од 1992.

Поред ових градова-побратима, Штутгарт има и посебне односе са сљедећим градовима:
- Огаки, Гифу, Јапан од 1988.
- Шавеј Цион, Израел
- Нанкинг, Кина

## Познате личности
Особе које су рођене у Штутгарту или су живјеле и дјеловале у граду:
- Роберт Бош - проналазач и оснивач компаније Роберт Бош
- Готлиб Дајмлер - проналазач аутомобила и оснивач радионице која ће касније постати Мерцедес-Бенз
- Герхард Ертл - добитник Нобелове награде за хемију 2007.
- Саша Герстнер- гитариста метал-групе Хеловин
- Георг Вилхелм Фридрих Хегел - филозоф
- Теодор Хојс - први њемачки предсједник након Другог свјетског рата
- Фердинанд Порше - креатор Фолксвагенове бубе, оснивач аутомобилске компаније Порше
- Манфред Ромел - син Ервина Ромела, градоначелник Штутгарта од 1974. до 1996.
- Фридрих фон Шилер - њемачки пјесник
- Клаус фон Штауфенберг - члан њемачког покрета отпора који је покушао убити Адолфа Хитлера
- Рихард фон Вајцекер - њемачки предсједник, градоначелник Берлина